# Васин, Константин Дмитриевич
Константин Дмитриевич Васин — советский хозяйственный, государственный и политический деятель.

## Биография
Родился в 1913 году в селе Большие Алгаши. Член ВКП(б) с 1942 года.
С 1938 года — на хозяйственной, общественной и политической работе. В 1938—1973 гг. — начальник рудника, руководитель горной группы Проектного отдела, начальник Горного сектора Управления проектирования, заместитель начальника, главный инженер Горного управления комбината «Норильскстрой», на руководящих должностях на комбинате «Апатит», председатель СНХ Мурманского экономического административного района, на руководящих должностях в Министерстве химической промышленности СССР.
За усовершенствования методов производства открытых горных работ был удостоен Сталинской премии третьей степени 1950 года как руководитель работ.